# Rimini-Corfù-Rimini
La Rimini-Corfù-Rimini è una regata d'altura organizzata dal Circolo Velico Riminese, conosciuta anche come la "Mille Miglia dell'Adriatico", e la più lunga regata che si svolge nel mar Mediterraneo La prima edizione si disputò nel 1984, parteciparono 24 barche partecipanti e vinse Condor (15,24 m) in 157 ore, alla media di 6,6 nodi. Dopo 14 anni di interruzione, nel luglio 2015 si è effettuata una nuova edizione della regata
Nell'albo d'oro della regata, con tre vittorie figura lo skipper Francesco Battiston, con due Bert Mauri, Paolo Cori e Dusan Puh. Vittorioso nel 1996 anche Mauro Pelaschier, skipper di Azzurra nel 1983 in America's Cup.